# Al Kooper
Al Kooper (født Alan Peter Kuperschmidt; 5. februar 1944) er en Amerikansk sangskriver, pladeproducer og musiker, der formentlig er bedst kendt for at skabe gruppen Blood, Sweat & Tears, selv om han ikke blev længe nok til at opleve gruppens berømmelse. Han har bl.a. været studiemusiker for Bob Dylan og han samlede guitaristerne Mike Bloomfield og Stephen Stills fra CSNY til optagelserne albummet Super Session.